# MM (casa motociclistica)
La M.M. è stata una casa motociclistica bolognese, attiva dal 1924 al 1957.
Fondata da Mario Mazzetti (1895-1964), ex dipendente della G.D., altra casa motociclistica di Bologna, assieme ad Alfonso Morini, Angelo Mattei e Giuseppe Massi-Mazzi, la M.M. esordisce nel 1924 con una 125 cm³ monocilindrica due tempi (con motore brevettato da Mazzetti) ottenendo un buon successo, agevolato anche dalle vittorie ottenute in diverse competizioni, tra le quali alcune delle più significative:
- Milano-Napoli 1925

La sottocanna MM 125 Monza del 1927

- Campionato Italiano Biciclette a Motore 1926 e 1927
- Circuito del Lario 1927 e 1928
- Gran Premio delle Nazioni 1927, 1928 e 1929
- Campionato Italiano Velocità Seniores 125 1928
- Classe 125 n. 6 record mondiali di velocità nel 1927 a Monza (A. Morini alla guida)

Nel 1929, in Italia venne abolita la categoria 125 e viene introdotta una 175 quattro tempi, al fine di rientrare in una categoria dal crescente successo, agevolata dalle semplificazioni previste dal Codice della strada (che prevedeva l'esonero da targa e patente). Con l'abolizione delle agevolazioni nel 1933, la 175 viene rimpiazzata da una 250.
Entrambe avranno discreto successo, anche nelle competizioni. La "175", nel 1933, conquista i record mondiali sul chilometro e sul miglio lanciati valevoli anche per la classe 250 ed inoltre il Campionato italiano di 1/a e 2/a categoria con Dorino Serafini e Luigi Bonazzi. La 350 vince il Circuito del Lario 1938 e 1939 e la Milano-Taranto 1940. Da segnalare anche l'adozione della MM 175 da parte della Scuderia Ferrari che, pilotata da Francesco Lama, conquista una prestigiosa vittoria di classe a Roma, sul Circuito del Littorio, nell'edizione del 1933.
Nel 1930 alla 175 viene affiancata una 350 a valvole laterali, di stampo tradizionale (con telaio rigido e cambio a mano) ma con ottime doti di resistenza, (tanto da diventare la "moto ufficiale  dei Vigili Urbani di Bologna e delle Provincia fino al 1960) alla sua 1/a gara sportiva vinse la Sei giorni Internazionale, unica 350 fra le 500 vincitrici. Fu costruita una 500 presentata nel 1934 come maggiorazione della 350. Entrambe, con gli opportuni aggiornamenti, resteranno a catalogo sino al 1950.

Antonio Salvia, Alfonso Morini, Luigi Bonazzi, Dorino Serafini e Mario Mazzetti con la MM 175 del record mondiale nel 1933

Il 1º dicembre 1936, sull'Autostrada Firenze-Mare, Luigi Bonazzi stabilisce i record mondiali di velocità, per la classe 350, sulle distanze del chilometro e del miglio lanciati, rispettivamente a 186,046 e 185,905 km/h.
Il 1937 segna l'abbandono della M.M. da parte di Alfonso Morini. La sua liquidazione consiste in 25.000 lire, alcune attrezzature e una motocicletta. Proprio la motocicletta (trasformata in motocarro) segnerà l'inizio dell'attività di Morini come costruttore, che nel 1946 lo porterà a fondare la Moto Morini.
La seconda guerra mondiale colpisce pesantemente la M.M., la quale non riesce ad approfittare delle commesse militari, come invece buona parte delle Case motociclistiche italiane, a causa dell'ostilità al regime fascista da parte di Mazzetti.
L'attività riprende nel 1947 con una 250 monoalbero dotata di sospensione anteriore con forcella teleidraulica (primo esempio in Italia) e telaio elastico. Nel 1950 alla 250 si affianca una nuova 350, derivata dalla quarto di litro. Le M.M. sono tra le moto più performanti in commercio in Italia: la 250 del 1953 dichiara una velocità massima di 134 km/h (pari a quello di una “mezzo litro” come la Gilera Saturno o la Moto Guzzi Falcone), mentre la 350 sfiora i 150 km/h.
Il mercato nel frattempo sta cambiando, e chiede motociclette economiche e scooter, assenti dalla gamma della casa bolognese. Un tentativo di rispondere alle richieste del mercato è la 125 due tempi del 1954, ma è il canto del cigno, ne vennero immatricolate in Italia sino al 1956 appena 23 esemplari. Nel 1957 viene dichiarato il fallimento della M.M.